# Frau Wirtins tolle Töchterlein
Série 'Die Wirtin von der Lahn'
Ma nièce est plus forte en amour (de)
(1970)
Pour plus de détails, voir Fiche technique et Distribution.
Frau Wirtins tolle Töchterlein (en français Les géniales filles de Mme Wirtin) est un film germano-italien réalisé par Franz Antel sorti en 1973.
Il s'agit du sixième et dernier volume, non distribué en France, de la série Die Wirtin von der Lahn, commencée en 1967 par Mieux vaut faire l'amour.

## Synopsis
Suzanne, la célèbre propriétaire de la Lahn, est décédée dans des circonstances bizarres après être devenue la comtesse Süderland. Elle meurt au moment même où elle était avec son exécuteur testamentaire, Maître Vinzent van der Straaten, pour lui dire qu'elle a aussi des héritières naturelles. Cela embarrasse beaucoup le bel avocat, car Suzanne réussit seulement à lui dire qu'elle avait une fille au couvent de Santa Simplicia en Forêt-Noire. Elle ne put plus prononcer le nom. Mais le maître découvre bientôt le ou les héritières possibles parmi les élèves du couvent... Il doit maintenant découvrir laquelle des cinq écolières, Françoise, Clarissa, Susanne, Piroschka et Anselma, est la véritable fille. Il raconte aussi les histoires érotiques qui incitent les filles à l'imiter. Il s’avère que toutes les cinq vivront à juste titre comme héritières.

## Fiche technique
- Titre original : Frau Wirtins tolle Töchterlein
- Réalisation : Franz Antel assisté de Vincenzo Bozzonetti, Manfred Raab, Peter Weissflog
- Scénario : Kurt Nachmann, Vittoria Vigorelli
- Musique : Stelvio Cipriani
- Costumes : Nadia Vitali
- Photographie : Siegfried Hold
- Son : Franco Borni
- Montage : Studio Heyne
- Production : Franz Antel
- Société de production : Cinemar, Neue Delta Filmproduktion
- Société de distribution : Cinerad
- Pays de production :  Allemagne de l'Ouest,  Italie
- Langue : allemand
- Format : Couleur - 2,35:1 - mono - 35 mm
- Genre : Comédie érotique
- Durée : 87 minutes
- Dates de sortie :
  - Italie : 11 avril 1973.
  - Allemagne de l'Ouest : 19 avril 1973.

## Distribution
- Terry Torday (hu) : Susanne, comtesse Süderland
- Gabriel Tinti : Vincent van der Straten
- Margot Hielscher : la mère supérieure
- Christina Losta : Françoise
- Femy Benussi : Clarissa
- Jeannine : Susanne
- Marika Mindszenty : Piroschka
- Alena Penz (de) : Anselma
- Paul Löwinger : Antonius
- Hans Terofal : Yussuf
- Joanna Jung : Anna
- Erich Padalewski : l'ami de Piroschka
- Kurt Großkurth (de) : le moine
- Franz Muxeneder : l'agriculteur
- Galliano Sbarra (it) : le gouverneur
- Dolores Schmidinger (de) : la nonne
- Raoul Retzer : Osmin
- Maja Hoppe : le fille qui se cache
- Raimund Folkert : Florian
- Jacques Herlin : Dulac

## Autres films de la sérieDie Wirtin von der Lahn
- 1967 : Mieux vaut faire l'amour
- 1968 : Oui à l'amour, non à la guerre
- 1969 : L'Auberge des plaisirs
- 1970 : Suzanne joue de la trompette (de)
- 1970 : Ma nièce est plus forte en amour (de)

## Source de traduction
- (de) Cet article est partiellement ou en totalité issu de l’article de Wikipédia en allemand intitulé « Frau Wirtins tolle Töchterlein » (voir la liste des auteurs).

1. ↑  (de) Transnationale Medienlandschaften : Populärer Film zwischen World Cinema und postkolonialem Europa, Springer Fachmedien Wiesbaden, 2017, 383 p. (ISBN 9783658126858, lire en ligne), p. 282
2. ↑  (de) « Wirtin », sur Encyclociné (consulté le 12 septembre 2024)